# Protomelas insignis
Protomelas insignis är en fiskart som först beskrevs av Trewavas, 1935.  Protomelas insignis ingår i släktet Protomelas och familjen Cichlidae. IUCN kategoriserar arten globalt som livskraftig. Inga underarter finns listade i Catalogue of Life.